# Spoorlijn Neustrelitz - Warnemünde
De spoorlijn Warnemünde - Neustrelitz ook wel Lloydbahn, waarvan de benaming  teruggaat naar de Deutsch-Nordischer Lloyd, is een Duitse spoorlijn als spoorlijn 6325 onder beheer van DB Netze, en die o.a. door de stad Rostock loopt.

## Geschiedenis
Op 10 juni 1883 werd door de Belgische spoorwegonderneming Société Belge de chemins de fer de dochteronderneming Deutsch-Nordischer Lloyd, Eisenbahn- und Dampfschiffs-Actien-Gesellschaft opgericht. Het hoofdkantoor werd gevestigd in Rostock. Het doel was het realiseren van een korte verbinding tussen Berlijn en Kopenhagen.
Het traject werd door Deutsch-Nordischer Lloyd, Eisenbahn- und Dampfschiffs-Actien-Gesellschaft op 1 juni 1886 geopend.
Bij het station van Langhagen aan deze lijn gebeurden in 1941 en 1964 ernstige spoorwegongelukken, waarbij 27, respectievelijk  44 doden te betreuren waren.

## Treindiensten

### DB
De Deutsche Bahn verzorgt het personenvervoer op dit traject met RE / RB treinen.

## Aansluitingen
In de volgende plaatsen is of was er een aansluiting van de volgende spoorlijnen:

### Warnemünde
- Veerboot Warnemünde - Gedser, door de Duits / Deense rederij Scandlines

### Rostock
- Bützow - Rostock, spoorlijn tussen Bützow en Rostock
- Rostock - Stralsund, spoorlijn tussen Rostock en Stralsund
- Rostock - Tribsees / Tessin, spoorlijn tussen Bahnstrecke Rostock en Tribsees / Tessin
- Wismar-Rostocker Eisenbahn, spoorlijn tussen Wismar en Rostock
- Hafenbahn Rostock, spoorlijnen rond de zeehaven Rostock

### Kavelstorf
- Hafenbahn Rostock, spoorlijn tussen de haven van Rostock en Kavelstorf

### Plaaz
- Priemerburg - Plaaz, spoorlijn tussen Priemerburg en Plaaz

### Lalendorf
Dit traject doet tegenwoordig dit station niet meer aan. Er ligt een viaduct over onderstaande spoorlijn en aansluiting vanuit Neustrelitz.
- Bützow - Szczecin, spoorlijn tussen Bützow en Stettin (Pools: Szczecin)

### Waren (Müritz)
- Mecklenburgische Südbahn, spoorlijn tussen Parchim en Möllenhagen
- Waren - Malchin, spoorlijn tussen Waren en Malchin

### Kargow
- Mecklenburgische Südbahn, spoorlijn tussen Kargow en Neubrandenburg

### Neustrelitz
- Preußische Nordbahn, spoorlijn tussen Berlijn en Stralsund
- Wittenberge - Strasburg, spoorlijn tussen Wittenberge en Strasburg

## Elektrische tractie
Het traject werd in 1984/1985 geëlektrificeerd met een spanning van 15.000 volt 16 2/3 Hz wisselstroom.